# Polistilo

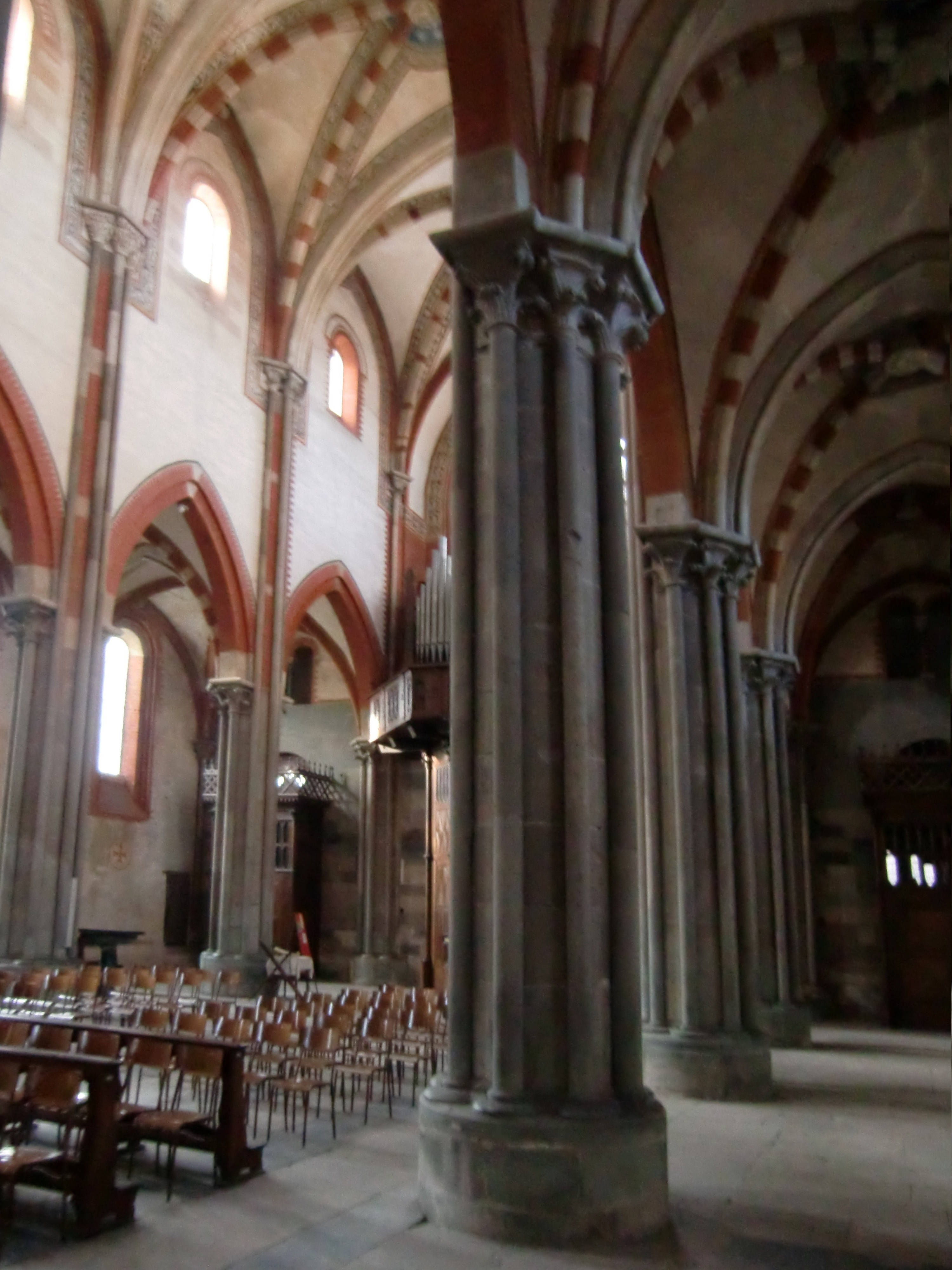
Sant Andrea (Vercelli).

Polistilo, o en italiano pilastri a fascio (plural de pilastro a fascio), es un pilar de sección compleja, es decir polilobulado. El pilar aparece compuesto de un conjunto de columnas delgadas y alargadas, denominadas baquetones o fascículos.
En la arquitectura gótica, donde fue extensamente utilizado, el polistilo (o más bien los baquetones) prosiguen sin solución de continuidad hacia las bóvedas de crucería, convertidos en nervaduras.
Desde un punto de vista estructural no hay gran diferencia entre un pilar de sección cuadrada o circular (propiamente, con sección circular es una columna), un pilar cruciforme o un pilastro a fascio; mientras que desde el punto de vista estético la continuidad que se instaura entre elemento sustentante (pilar) y elemento sustentado (bóveda) contribuye a dar unidad al espacio del edificio gótico y marcar las líneas de fuerza que suponen el desplazamiento de las tensiones de la bóveda hasta el suelo.